# Álvaro Hodeg
Álvaro José Hodeg Chagüi (Montería, 16 settembre 1996) è un ciclista su strada colombiano, che corre per il Team Medellín-EPM, è professionista dal 2018.

## Palmarès

### Strada
- 2017 (Coldeportes-Claro, una vittoria)

6ª tappa Tour de l'Avenir (Montrichard > Saint-Amand-Montrond)
- 2018 (Quick-Step Floors, cinque vittorie)

Handzame Classic
1ª tappa Volta Ciclista a Catalunya (Calella > Calella)
3ª tappa Tour de Pologne (Stadion Śląski > Zabrze)
1ª tappa Deutschland Tour (Coblenza > Bonn)
5ª tappa Presidential Cycling Tour of Turkey (Selçuk > Manisa)
- 2019 (Deceuninck-Quick Step, sette vittorie)

2ª tappa Tour Colombia 2.1 (La Ceja > La Ceja)
2ª tappa Tour of Norway (Kvinesdal > Mandal)
Heistse Pijl
1ª tappa Adriatica Ionica Race (Venezia > Grado)
4ª tappa Adriatica Ionica Race (Cormons > Trieste)
5ª tappa BinckBank Tour (Riemst > Venray)
Sparkassen Münsterland Giro
- 2021 (Deceuninck-Quick Step, tre vittorie)

1ª tappa Tour de l'Ain (Parc des Oiseaux > Bourg-en-Bresse)
Gran Premio Marcel Kint
1ª tappa Okolo Slovenska (Kosice > Kosice)

#### Altri successi
- 2018 (Quick-Step Floors)

Classifica generale Hammer Sportzone Limburg
1ª tappa Adriatica Ionica Race (Musile di Piave > Lido di Jesolo, cronosquadre)
- 2019 (Deceuninck-Quick Step)

2ª tappa Hammer Sportzone Stavanger (Stavanger, cronosquadre)
Classifica a punti Adriatica Ionica Race

## Piazzamenti

### Grandi Giri
- Giro d'Italia

2020: 131º

### Classiche monumento
- Parigi-Roubaix

2024: ritirato

### Competizioni mondiali
- Campionati del mondo

Richmond 2015 - In linea Under-23: ritirato
Doha 2016 - In linea Under-23: 12º
Bergen 2017 - In linea Under-23: 41º
Harrogate 2019 - In linea Elite: ritirato
Fiandre 2021 - In linea Elite: ritirato